# Diáspora galega

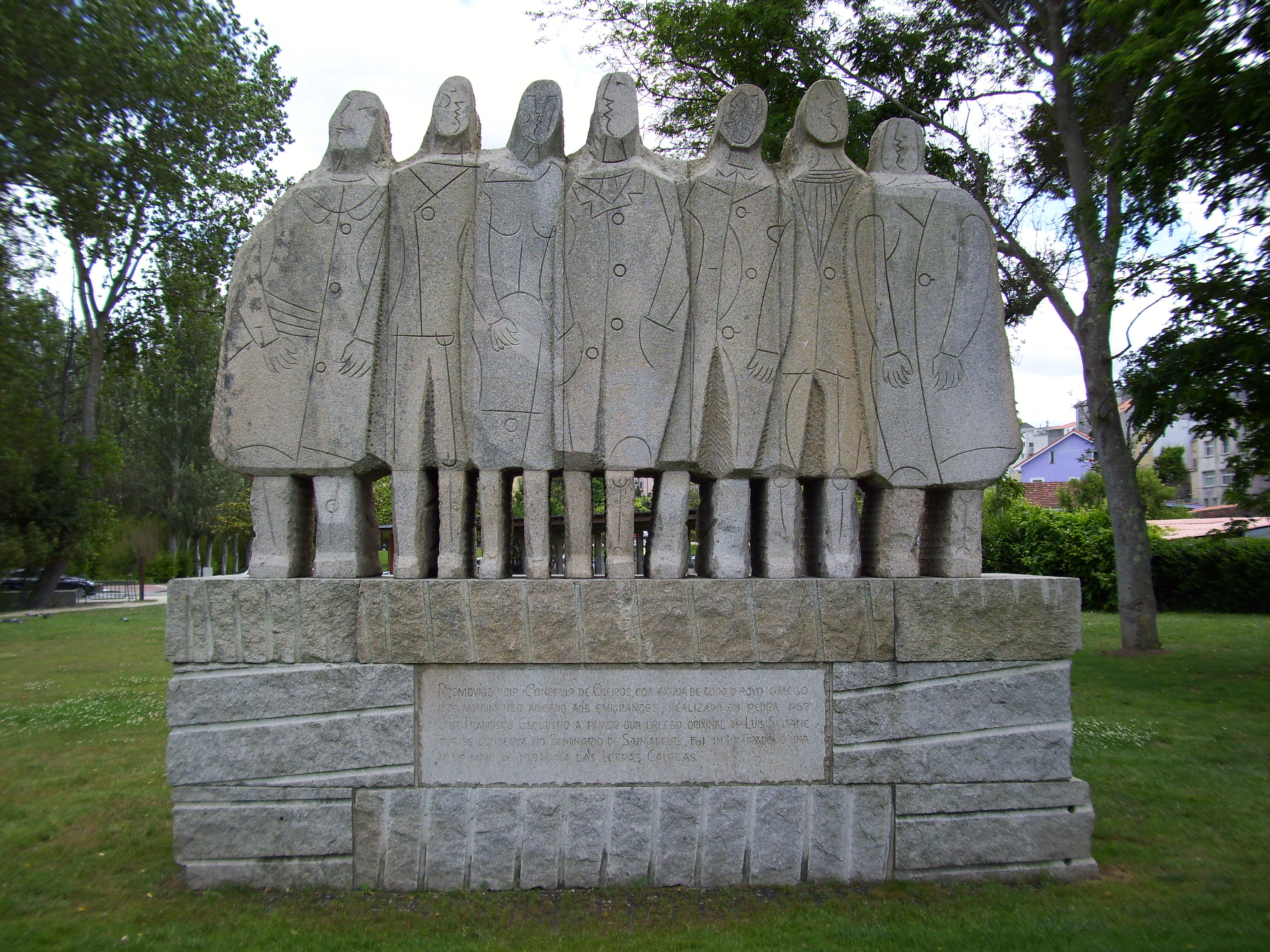
Monumento aos emigrantes (Oleiros), Luís Seoane

Conhece-se como diáspora galega o processo de emigração massiva que se produziu na Galiza durante as três últimas décadas do século XIX até bem passada a primeira metade do século XX.

## A génese do processo
Nas suas origens obedeceu a razões econômicas e sociais, marcadamente à pobreza como consequência do desemprego que devastava a região. Posteriormente somaram-se razões políticas, primariamente pela repressão franquista, que na Galiza começou em julho de 1936, aos poucos de estourar a Guerra Civil espanhola.

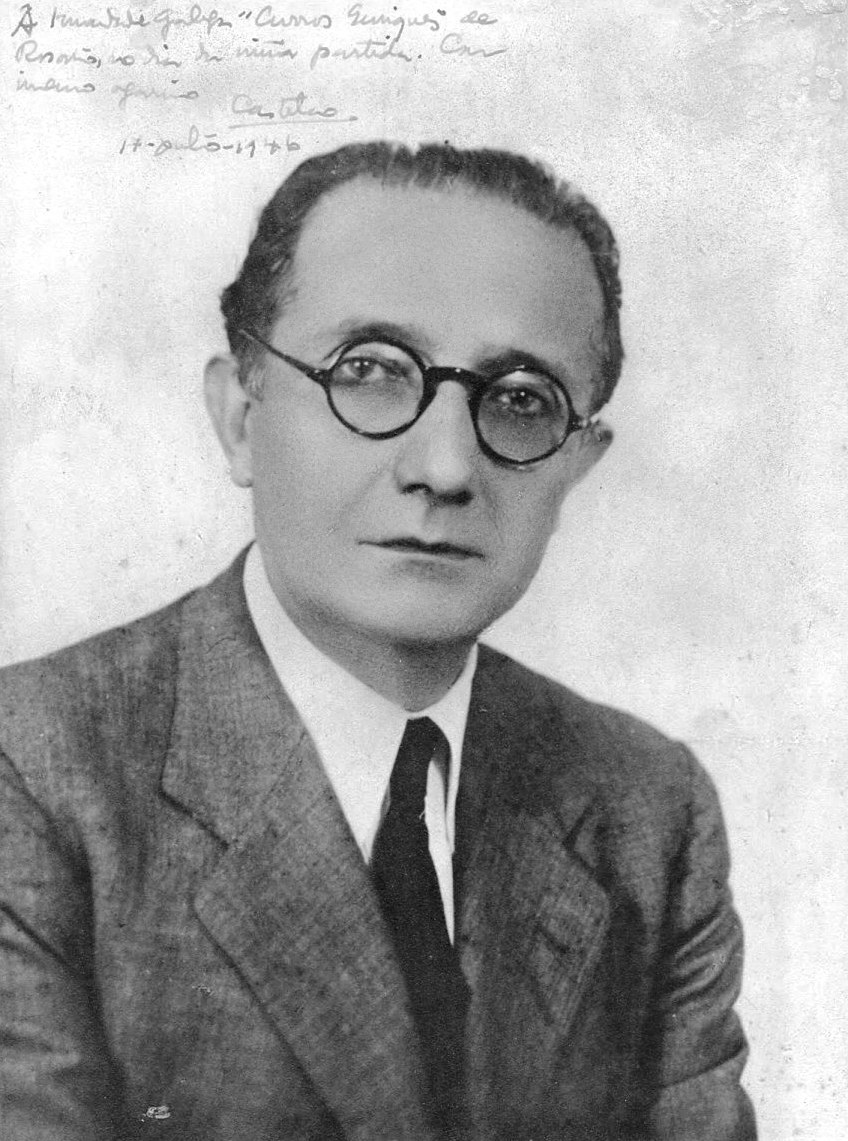
Castelao símbolo do exílio galego

Na figura de Alfonso Daniel Rodríguez Castelao, jornalista, escritor, médico, e artista plástico, podemos encontrar um ícone deste processo e das suas consequências. A luta de Castelao pela autonomia da Galiza, a par de convertelo em prócer, refletiu todos os padecimentos a que se viram submetidos os galegos longe do seu terrunho.

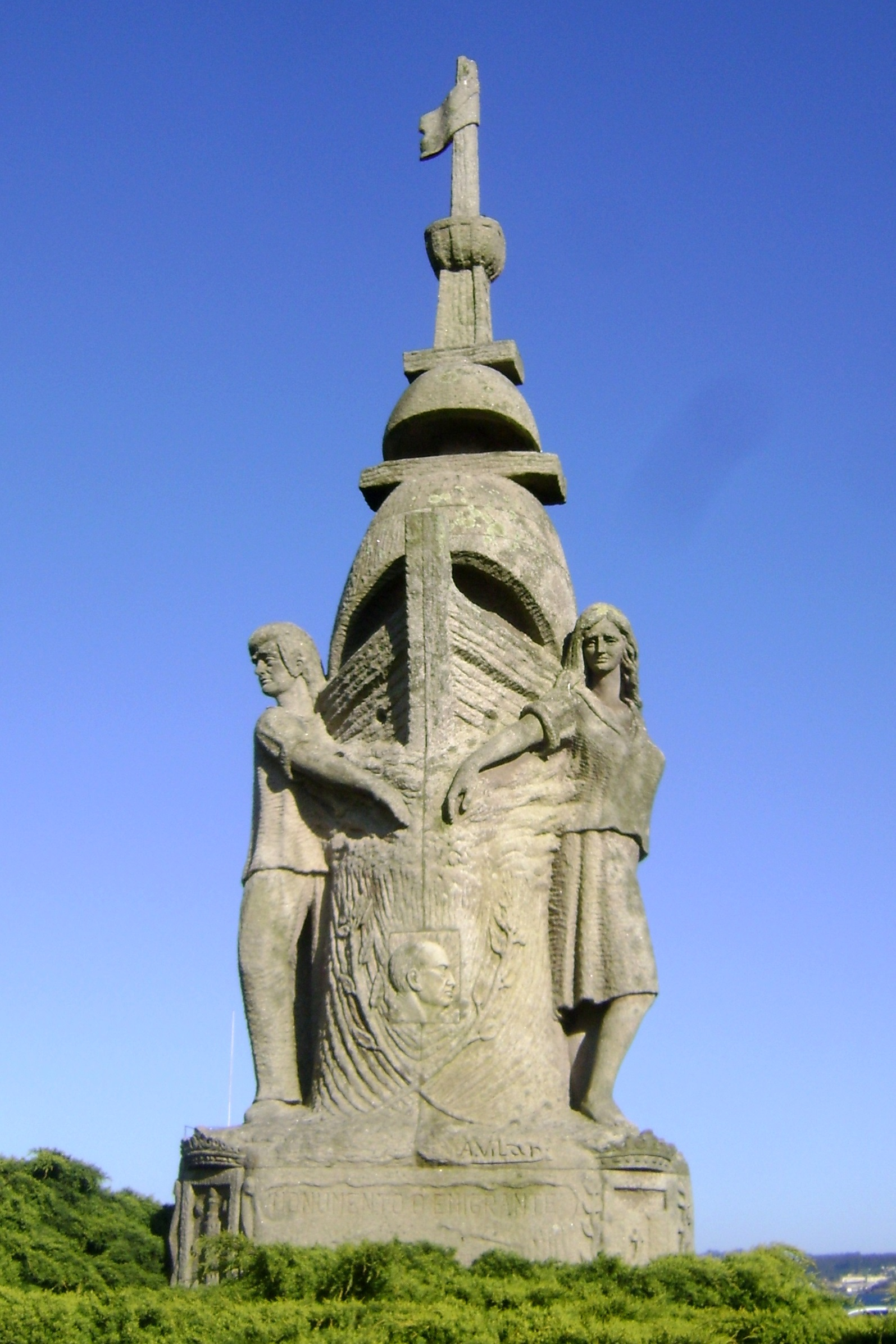
Monumento à emigração galega na Corunha.

## Consequências
Embora amassada na dor do desterro, a diáspora permitiu fazer conhecer em boa parte do mundo os valores humanos e culturais do povo galego.